# アンソニー・ペイン
アンソニー・ペイン（Anthony Payne 1936年8月2日 - 2021年4月30日）は、イングランドの作曲家。草稿のまま残されたエドワード・エルガーの交響曲第3番を「ペイン推敲版」として出版にこぎつけた業績で最も知られる。
ペインの作曲家としてのキャリアはヴォーン・ウィリアムズ、ディーリアス、エルガー、ブリッジなどの20世紀初頭の作曲家と親和性の高い彼自身のスタイルを、大戦後の革新的音楽にすり合わせていく絶えない試みとして記述されるだろう。

## 経歴
ロンドンに生まれ、幼少期から作曲に関心を示した。ダラム大学のカレッジのひとつであるセント・カスバーツ・ソサエティー（St Cuthbert's Society）で学んだ後、しばらくフリーランスの音楽学者として過ごす。『Phoenix Mass』を作曲した1960年代より、ペインはイギリス室内管弦楽団やナッシュ・アンサンブルなど複数の有力な楽団から新作の委嘱を受けるようになった。ペインの3つの主要管弦楽曲、『The Spirit's Harvest』（1985年）、『Time's Arrow』（1990年）、『Visions and Journeys』（2002年）は全て、ロンドンで行われるBBC交響楽団のプロムスで初演された。また、『Concerto for Orchestra』（1974年）や他の管弦楽曲、室内楽曲、器楽曲、合唱曲にも作品がある。ペインの弦楽四重奏曲第2番（2010年）は2011年の英国作曲家賞（British Composer Awards）の室内楽部門で優勝している。
1988年、ペインは妻でソプラノのジェーン・マニングと「冒険的若きアンサンブル」ジェーンズ・ミンストレルズを共同設立した。ペインのアンサンブル用楽曲の中でも『デイ・イン・ザ・ライフ・オブ・ア・メイフライ』とジェーンズ・ミンストレルズのために作曲、同楽団が録音した『風と雨の交響曲』は有力な楽曲とされる。エルガー作品の数曲を演奏可能な状態に整えたことで大きく注目を集め、名声を得たペインであるが、彼はこの他にも『Spring's Shining Wake』（1981年）と題したディーリアス作品のパラフレーズやジェーンズ・ミンストレルズのためにピーター・ウォーロックの歌曲の編曲も手掛けている。
ペインによるエルガーの交響曲第3番の補筆構成は数年を要するものだった。エルガーは1934年に死去した際、第3交響曲の未完成の草稿として130ページ以上を遺していた。エルガー自身がこの原稿を元に何人たりとも「下手な修正」を施すべからず、と言い残していたこともあり、エルガーの遺族は当初この材料を他人に提供することをためらっていた。しかし2005年に著作権が切れることもあり、遺族は1993年以来この楽曲に取り組み、断続的に講演を行っていたペインによる草稿からの補完を承認する。その後ペインが仕上げた補筆完成版は1998年に初演されて好評を博し、以降多くの演奏と複数の録音に恵まれている。
ペインはこの後、エルガーが不完全なまま遺した行進曲『威風堂々 第6番』のスケッチから演奏可能な版を作成している。これはペインの70歳の誕生日となった2006年8月2日のプロムスコンサートで、アンドルー・デイヴィスの指揮により初演された。同年4月28日にBBCのラジオ番組Todayに出演してこの行進曲について聞かれてペインが語ったところによると、彼は曲の約43%を自ら作曲し、全曲のオーケストレーションを行ったため、ペインの手による部分は優に曲の半分を超えるという。同じインタビューの中で、ペインは俳優が舞台上の役柄になりきるのと同じように、曲の補筆完成を行うためにエルガーに「なる」よう試みねばならないように感じたと述べた。
ペインは妻であるジェーン・マニングのために歌曲集『Evening Land』などの多くの声楽曲を作曲している。2007年、夫妻は揃ってダラム大学から名誉博士号を授与された。

## 著作家として
作曲家としての際立ったキャリアに加え、ペインは音楽に関する文筆活動によっても名声を確立してきた。ペインの著作にはアルノルト・シェーンベルクやフランク・ブリッジに関するものがある他、『デイリー・テレグラフ』紙、『インデペンデント』紙、『カントリー・ライフ』誌での音楽批評も広く知られている。ペインはイギリス、オーストラリア、アメリカへ講演に招かれている。